# فلاديمير زوك
فلاديمير زوك (بالأوكرانية: Жук Володимир Миколайович)‏ (30 مايو 1986 بزاباروجيا في أوكرانيا - ) هو لاعب كرة قدم أوكراني في مركز حراسة المرمى. لعب مع ميتالوره زابورجيا.

## وصلات خارجية
- فلاديمير زوك على موقع اتحاد أوكرانيا (الإنجليزية)
- فلاديمير زوك على موقع قاعدة بيانات كرة القدم.إي يو (الإنجليزية)
- فلاديمير زوك على موقع Soccerway.com (الإنجليزية)